# Donacia impressa
Donacia impressa  (лат.) — вид жуков-листоедов из подсемейства радужниц. Распространён в Европе, Северной Африке (Алжире, Марокко), Сибири, Казахстане и Монголии.

## Описание
Имаго длиной 6—10 мм. Тело бронзово-медное или медно-красное. Нижняя сторона тела покрыта золотистыми волосками. Данный вид характеризуется следующими признаками:
- первый, или пришовный промежуток надкрылий в задней половине лишь с продольными и косыми морщинками;
- задние бёдра с очень мелким, иногда неясным зубцом.

## Экология
Жуки обитают на берегах рек, озёр и прудов. Кормовыми растениями являются осока и камыш.